# Jesús Méndez Montoya
Jesús Méndez Montoya (Tarímbaro, 10 giugno 1880 – Messico, 5 febbraio 1928) è stato un presbitero messicano.
Vicario di Valtierrilla, fu vittima della Guerra Cristera: il 5 febbraio 1928, l'esercito messicano irruppe nella sua chiesa e lo fucilò nel cortile dell'edificio assieme ad altre tre persone.
Il 21 maggio 2000 fu proclamato santo da papa Giovanni Paolo II, assieme ad altri 26 beati messicani.